# بيرناردو ايسبينوسا
بيرناردو ايسبينوسا (بالإسبانية: Bernardo Espinosa)‏ (11 يوليو 1989 كالي كولومبيا - ) هو لاعب كرة قدم كولومبي، يلعب كمدافع.

## روابط خارجية
- بيرناردو ايسبينوسا على موقع الاتحاد الدولي (مؤرشف)  (الإنجليزية)
- بيرناردو ايسبينوسا على موقع قاعدة بيانات كرة القدم.إي يو (الإنجليزية)
- بيرناردو ايسبينوسا على موقع Soccerbase.com (لاعب) (الإنجليزية)
- بيرناردو ايسبينوسا على موقع Soccerway.com (الإنجليزية)
- بيرناردو ايسبينوسا على موقع عالم كرة القدم.نت (الإنجليزية)
- بيرناردو ايسبينوسا على موقع AS.com (الإسبانية)